# Julie McNiven
Julie McNiven (Amherst, 11 de outubro de 1980) é uma atriz estadunidense, mais conhecida por seu papel como o anjo Anna na série Supernatural, e Hildy em Mad Men.

## Biografia
Durante a adolescência, estudou trapézio para o Festival de madeiras francesa das Artes Cênicas, e também participou do programa de verão do Círculo na Praça . Ela se formou em Salem State University, em Salem.

### Carreira
A carreira da atriz começou em 1997 com uma pequena aparição no filme Homem de cães velhos . A partir daquele momento, ele começou a aparecer em papéis importantes, tanto no cinema e em séries de televisão . Ele é mais conhecido por suas aparições na série de televisão Mad Men e Supernatural, no qual ele interpreta o anjo caído Anna Milton. 
Em 2009, ela apareceu em dois episódios de Desperate Housewives e no filme The Movie Caverna . Está atualmente trabalhando em segunda temporada da série de televisão Stargate Universe no papel recorrente de Ginn.

## Filmografia

### Filmes
| Ano  | Título                         | Personagem  | Notas |
| ---- | ------------------------------ | ----------- | ----- |
| 2005 | Dangerous Crosswinds           | Sue Barrett |       |
| 2006 | Doses of Roger                 | Anna        |       |
| 2007 | Go Go Tales                    | Madison     |       |
| 2008 | Bluff Point                    | Girl        |       |
| 2009 | The Cave Movie                 | Julie       |       |
| 2010 | Failing Better Now             | Anna        |       |
| 2010 | Office Politics                | Tess        |       |
| 2010 | Sodales                        | Mom         |       |
| 2012 | Coffees                        | Jessica     |       |
| 2012 | Soylent                        | Shelley     |       |
| 2013 | The Caterpillar's Kimono       | Helen       |       |
| 2013 | Screwed                        | Emma        |       |
| 2014 | The Possession of Michael King | Beth King   |       |

### Televisão
| Ano       | Título                       | Personagem         | Episódios                                      |
| --------- | ---------------------------- | ------------------ | ---------------------------------------------- |
| 2006      | Waterfront                   | Tiffany            | "Sting Like a Butterfly"                       |
| 2006      | Law & Order: Criminal Intent | Suzie Walker       | "Weeping Willow"                               |
| 2007-2009 | Mad Men                      | Hildy              | 20 episódios                                   |
| 2008-2009 | Supernatural                 | Anna Milton        | 5 episódios                                    |
| 2009      | Desperate Housewives         | Emily Portsmith    | "The Coffee Cup" e "Would I Think of Suicide?" |
| 2010      | Supernatural                 | Anna Milton        | "The Song Remains the Same"                    |
| 2010-2011 | Stargate Universe            | Ginn               | 8 episódios                                    |
| 2011      | Fringe                       | Mona Foster        | "Immortality"                                  |
| 2011      | L.A. Noire                   | Ruth Douglas (voz) | Video game                                     |
| 2011      | Nikita                       | Alicia             | "Falling Ash"                                  |
| 2011      | House, M.D.                  | Mickey Darro       | "Dead & Buried]"                               |
| 2012      | Book Club                    | Aubrey             | 7 episódios                                    |
| 2012      | Hawaii Five-0                | Jenny Burgess      | "Lana I Ka Moana"                              |
| 2012      | NCIS                         | Kim Taylor         | "The Namesake"                                 |
| 2014      | Motive                       | Meredith Taylor    | "Overboard"                                    |
| 2015      | The Night Shift              | mãe de paciente    | 1 episódio (2x09)                              |